# Contea di Parkes
La contea di Parkes è una Local Government Area che si trova nel Nuovo Galles del Sud. Essa si estende su una superficie di 5.958 chilometri quadrati e ha una popolazione di 15.192 abitanti. La sede del consiglio si trova a Parkes.